# Bathing Beauty
 Bathing Beauty  (estrenada a Espanya com Escuela de sirenas)és una pel·lícula musical estatunidenca de George Sidney estrenada el 1944.

## Argument
Un músic està enamorat d'una nadadora i recíprocament. L'empresari de l'artista, però, decideix separar la parella.
Inventa un estratagema que té per objectiu confondre per sempre els promesos. El pretendent no es desanima, segueix la seva estimada fins al col·legi de noies on ensenya, i s'hi inscriu. S'acaba en un ballet nàutic i en matrimoni.

## Repartiment
- Red Skelton: Steve Elliot
- Esther Williams: Caroline Brooks
- Basil Rathbone: George Adams
- Bill Goodwin: Professor Willis Evans
- Jean Porter: Jean Allenwood
- Nana Bryant: La directora del col·legi
- Donald Meek: Chester Klazenfrantz
- Jacqueline Dalya: Maria Dorango
- Ann Codee: Sra. Zarka
- Margaret Dumont: Sra. Allenwood
- Janis Paige: Janis
- Ethel Smith: professor de música
- Xavier Cugat i la seva orquestra
- Harry James i la seva orquestra
- Helen Forrest: Ella mateixa
- Carlos Julio Ramírez: Ell mateix
- Lina Romay: Ella mateixa
- Russell Hicks: Mr. Allenwood

## Al voltant de la pel·lícula
- Molts guionistes es van agrupar per escriure aquesta història d'una destacable banalitat. Però l'interès no és en la intriga. És per veure Esther Williams, campiona de natació, la seva plàstica, els seus capbussons i les seves gracioses evolucions a la piscina. Al voltant d'ella i de la seva cèlebre samarreta, l'escenificació convida a la indulgència.
- El musical més famós que va fer E.W., definitivament corcat i sense més encant que els espectaculars i coloristes deliris al servei dels artistes convidats. Red Skelton, malgrat tenir a Buster Keaton al costat durant el rodatge, no va funcionar com a còmic.[2]